# Schloss Hunyadi (Timișoara)

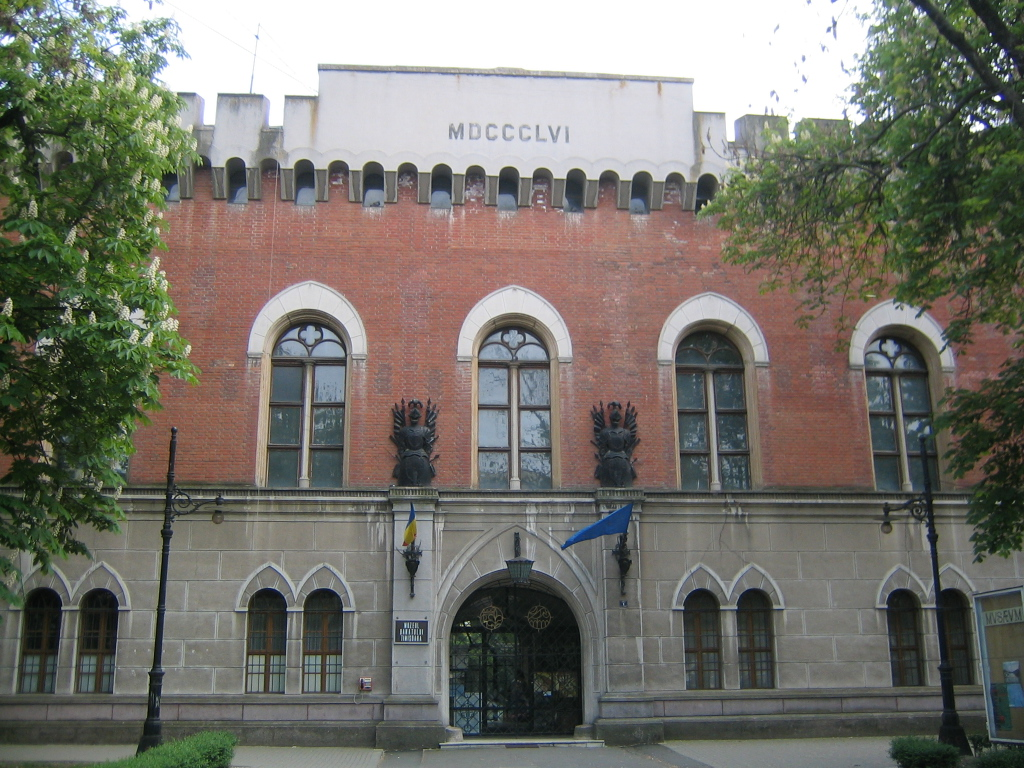
Eingang zum Schloss Hunyadi, 2006

Das Schloss Hunyadi (rumänisch Castelul Huniade oder Castelul Huniazilor) ist das älteste Baudenkmal der westrumänischen Stadt Timișoara und liegt zwischen dem Piața Victoriei und dem Piața Huniade. Es hat einen Turm und eine Fassade aus gebrannten Ziegeln. Die Architektur weist romanische und gotische Züge auf.

## Geschichte
Das Schloss wurde zwischen 1307 und 1315 als Sitz für den ungarischen König Karl I. gebaut, der von hier aus fast acht Jahre regierte. Der für Ungarn tätige Staatsmann, Heerführer und Namensgeber des Schlosses, der Rumäne Johann Hunyadi, ließ das Gebäude nach einem Erdbeben zwischen 1442 und 1447 durch den italienischen Architekten Paolo Santini de Duccio erweitern und befestigen. Während der Okkupation durch das Osmanische Reich 1552–1716 war das Schloss Sitz des Paschas. Während dieser Zeit wurden die Mauern repariert und die Befestigung modernisiert. Bei der Belagerung der Stadt durch Prinz Eugen von Savoyen wurde das Schloss 1716 beschädigt, danach allerdings wieder aufgebaut. Während der Revolution von 1848 wurde das Schloss durch das ungarische Heer zerstört, aber 1856 erneut aufgebaut, wobei es sein heutiges Aussehen erhielt. Bis zum Ende des Zweiten Weltkrieges wurde es als Kaserne und Lager für militärische Zwecke genutzt.

## Banater Nationalmuseum
Seit 1948 ist das Gebäude Sitz des Banater Nationalmuseums (Abteilung Geschichte und Naturkunde), das Ausstellungsstücke aus den Zeiten der Daker, der Römer, der walachischen Woiwoden sowie der rumänischen Könige Ferdinand I., Karl I. und Michael I. und deren kommunistischer Nachfolger zeigt.

## Bilder

Turm des Schloss Hunyadi, 2006
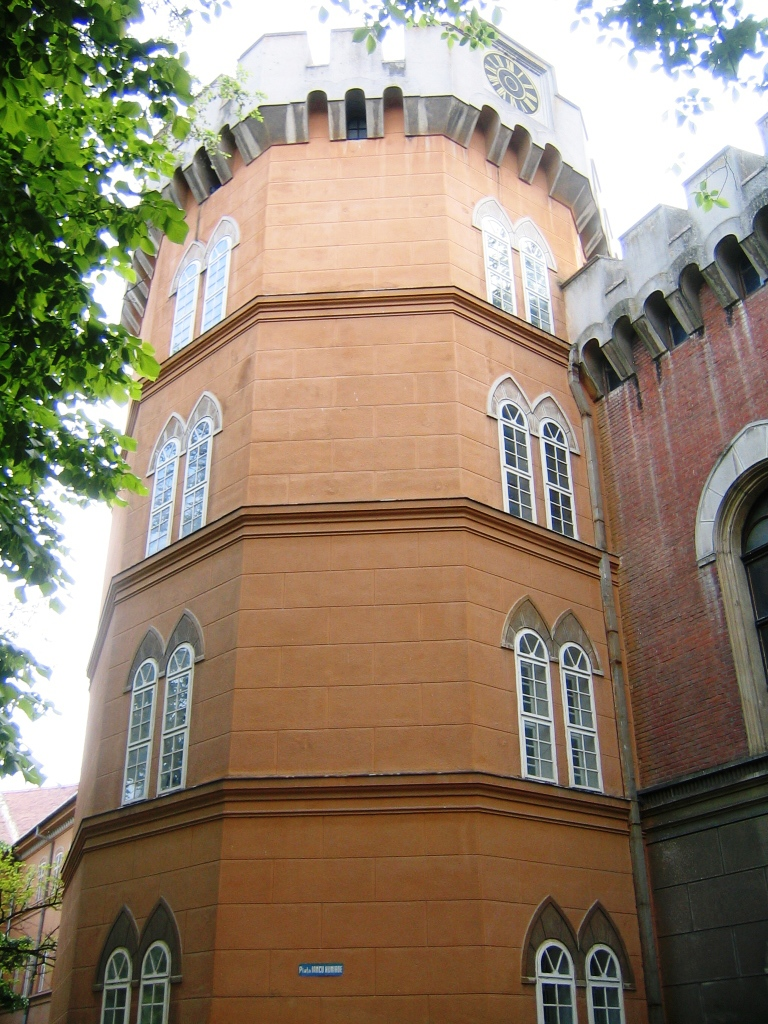
Turm, Detailansicht, 2006
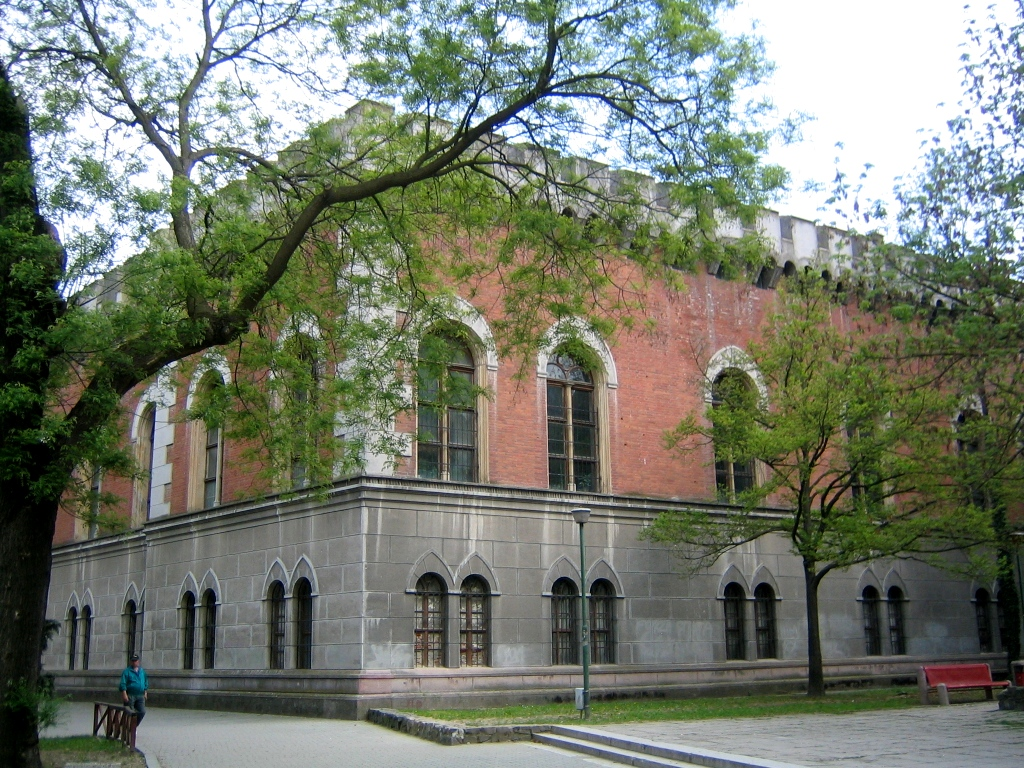
Seitenansicht, 2006